# Eredivisie 2009-10
La Eredivisie 2009-10 fue la 54.ª edición de la Eredivisie, la primera división de fútbol de los Países Bajos. El ganador se clasificó a la Liga de Campeones 2010/11, el segundo lugar se clasificó a la tercera ronda previa de la Liga de Campeones 2010/11, el tercer y cuarto lugares jugaron la ronda preliminar de la Europa League 2010/11, el quinto jugó la tercera ronda previa de la Europa League 2010/11 y del 6.º al 9.º lugar jugaron los play-offs para definir un pase a la misma competición. El último lugar descendió, mientras que los lugares 16.º y 17.º jugaron una ronda de repesca para el descenso.

## Equipos
La temporada se inició el 31 de julio de 2009 y finalizó el 2 de mayo de 2010.
| Club             | Ciudad     | Entrenador                      | Estadio                  | Aforo  |
| ---------------- | ---------- | ------------------------------- | ------------------------ | ------ |
| ADO Den Haag     | La Haya    | Maurice Steijn Raymond Atteveld | Den Haag Stadion         | 15.000 |
| Ajax Ámsterdam   | Ámsterdam  | Martin Jol                      | Amsterdam ArenA          | 51.715 |
| AZ Alkmaar       | Alkmaar    | Dick Advocaat Ronald Koeman     | DSB Stadion              | 17.023 |
| Feyenoord        | Róterdam   | Mario Been                      | Stadion Feijenoord       | 51.177 |
| FC Groningen     | Groninga   | Ron Jans                        | Euroborg                 | 22.329 |
| SC Heerenveen    | Heerenveen | Jan Everse Trond Sollied        | Abe Lenstra Stadion      | 26.000 |
| Heracles Almelo  | Almelo     | Gertjan Verbeek                 | Polman Stadion           | 8.500  |
| NAC Breda        | Breda      | Robert Maaskant                 | Estadio Rat Verlegh      | 19.000 |
| NEC Nimega       | Nimega     | Wiljan Vloet Dwight Lodeweges   | McDOS Goffertstadion     | 12.470 |
| PSV Eindhoven    | Eindhoven  | Fred Rutten                     | Philips Stadion          | 35.119 |
| Roda JC          | Kerkrade   | Harm Van Veldhoven              | Parkstad Limburg Stadion | 19.979 |
| Sparta Rotterdam | Róterdam   | Aad de Mos Frans Adelaar        | Het Kasteel              | 11.026 |
| FC Twente        | Enschede   | Steve McClaren                  | De Grolsch Veste         | 24.000 |
| FC Utrecht       | Utrecht    | Ton du Chatinier                | Stadion Galgenwaard      | 24.426 |
| SBV Vitesse      | Vitesse    | Theo Bos                        | Gelredome                | 25.000 |
| VVV-Venlo        | Venlo      | Jan van Dijk                    | De Koel                  | 7500   |
| RKC Waalwijk     | Waalwijk   | Ruud Brood                      | Mandemakers Stadion      | 7500   |
| Willem II        | Tilburgo   | Theo de Jong Alfons Groenendijk | Willem II Stadion        | 14.637 |

## Resultados
|                  | ADO | AJA | AZ  | FEY | GRO | HEE | HER | NAC | N.E.C. | PSV | RKC | RJC | SPA | TWE | UTR | VIT | VVV | WIL |
| ---------------- | --- | --- | --- | --- | --- | --- | --- | --- | ------ | --- | --- | --- | --- | --- | --- | --- | --- | --- |
| ADO Den Haag     |     | 0-1 | 2-1 | 0-2 | 1-1 | 2-1 | 1-4 | 1-2 | 2-3    | 1-5 | 4-0 | 1-2 | 2-3 | 0-1 | 0-1 | 1-1 | 0-0 | 3-0 |
| Ajax             | 3-0 |     | 1-0 | 5-1 | 3-0 | 5-1 | 4-0 | 6-0 | 3-0    | 4-1 | 4-1 | 4-0 | 0-0 | 3-0 | 4-0 | 4-0 | 7-0 | 4-0 |
| AZ               | 3-0 | 2-4 |     | 1-1 | 0-1 | 4-1 | 3-2 | 1-0 | 0-1    | 1-1 | 6-2 | 2-0 | 2-0 | 1-0 | 2-0 | 1-2 | 2-0 | 2-1 |
| Feyenoord        | 2-2 | 1-1 | 1-2 |     | 3-1 | 6-2 | 1-1 | 0-0 | 2-0    | 1-3 | 3-0 | 4-0 | 3-0 | 1-1 | 0-0 | 2-1 | 1-0 | 1-0 |
| FC Groningen     | 2-0 | 0-2 | 0-1 | 2-3 |     | 2-0 | 4-1 | 1-2 | 2-2    | 0-2 | 2-1 | 1-0 | 3-1 | 0-0 | 0-0 | 1-0 | 1-0 | 4-0 |
| SC Heerenveen    | 3-0 | 0-2 | 0-2 | 0-2 | 0-1 |     | 1-2 | 0-0 | 4-1    | 2-2 | 3-1 | 0-0 | 4-1 | 0-2 | 2-0 | 1-0 | 1-1 | 4-2 |
| Heracles Almelo  | 4-2 | 0-3 | 3-2 | 0-1 | 4-3 | 3-1 |     | 3-0 | 2-0    | 0-1 | 4-1 | 3-2 | 1-1 | 1-3 | 3-1 | 1-2 | 1-0 | 3-2 |
| NAC Breda        | 3-0 | 1-1 | 1-1 | 0-2 | 0-3 | 2-0 | 0-0 |     | 3-3    | 2-1 | 1-0 | 1-0 | 2-2 | 0-2 | 0-2 | 4-0 | 2-0 | 4-0 |
| N.E.C.           | 1-1 | 1-4 | 0-0 | 0-0 | 0-2 | 4-1 | 0-2 | 4-2 |        | 0-4 | 0-1 | 0-2 | 1-0 | 3-4 | 1-1 | 2-1 | 1-1 | 2-1 |
| PSV              | 2-0 | 4-3 | 1-0 | 0-0 | 3-1 | 1-0 | 4-0 | 3-1 | 3-0    |     | 5-1 | 3-0 | 1-1 | 1-1 | 2-1 | 1-0 | 3-3 | 3-1 |
| RKC Waalwijk     | 0-2 | 1-5 | 0-6 | 0-1 | 3-1 | 1-2 | 0-1 | 0-1 | 0-1    | 0-2 |     | 4-1 | 4-1 | 0-1 | 0-1 | 4-1 | 1-2 | 0-1 |
| Roda JC          | 1-1 | 2-2 | 2-4 | 2-4 | 1-1 | 4-2 | 2-1 | 2-1 | 1-0    | 0-1 | 5-1 |     | 2-1 | 1-2 | 2-0 | 3-4 | 4-2 | 3-2 |
| Sparta Rotterdam | 0-0 | 0-3 | 0-1 | 2-1 | 2-4 | 0-2 | 1-1 | 2-2 | 2-0    | 2-3 | 1-0 | 1-2 |     | 0-2 | 0-3 | 1-1 | 2-0 | 2-1 |
| FC Twente        | 3-1 | 1-0 | 3-2 | 2-0 | 4-0 | 2-0 | 2-0 | 3-1 | 2-1    | 1-1 | 2-1 | 2-0 | 3-0 |     | 3-2 | 1-0 | 2-1 | 1-0 |
| FC Utrecht       | 0-2 | 2-0 | 1-0 | 0-0 | 1-1 | 2-3 | 0-0 | 3-1 | 1-0    | 0-0 | 2-0 | 2-1 | 2-0 | 0-0 |     | 2-2 | 2-2 | 1-0 |
| Vitesse          | 1-3 | 1-5 | 0-3 | 0-0 | 3-0 | 0-1 | 0-2 | 1-1 | 2-2    | 0-0 | 3-1 | 2-5 | 2-0 | 1-2 | 2-2 |     | 2-0 | 2-1 |
| VVV-Venlo        | 2-2 | 0-4 | 3-3 | 1-1 | 2-2 | 3-1 | 1-0 | 1-1 | 2-0    | 2-4 | 3-0 | 1-1 | 5-0 | 0-2 | 0-1 | 2-0 |     | 2-1 |
| Willem II        | 1-1 | 0-2 | 0-3 | 2-3 | 2-1 | 4-1 | 0-1 | 1-2 | 1-1    | 0-1 | 2-1 | 1-3 | 3-1 | 1-3 | 0-3 | 3-1 | 2-1 |     |

## Tabla de posiciones
| Equipo | Equipo               | Pts | PJ | PG | PE | PP | GF  | GC | Dif |
| ------ | -------------------- | --- | -- | -- | -- | -- | --- | -- | --- |
| 1      | Twente (C)           | 86  | 34 | 27 | 5  | 2  | 63  | 23 | 40  |
| 2      | Ajax Ámsterdam       | 85  | 34 | 27 | 4  | 3  | 106 | 20 | 86  |
| 3      | PSV Eindhoven        | 78  | 34 | 23 | 9  | 2  | 72  | 29 | 43  |
| 4      | Feyenoord Rotterdam  | 63  | 34 | 17 | 12 | 5  | 54  | 31 | 23  |
| 5      | AZ Alkmaar           | 62  | 34 | 19 | 5  | 10 | 64  | 34 | 30  |
| 6      | Heracles Almelo      | 56  | 34 | 17 | 5  | 12 | 54  | 49 | 5   |
| 7      | Utrecht (G)          | 53  | 34 | 14 | 11 | 9  | 39  | 33 | 6   |
| 8      | Groningen            | 49  | 34 | 14 | 7  | 13 | 48  | 47 | 1   |
| 9      | Roda JC              | 47  | 34 | 14 | 5  | 15 | 56  | 60 | -4  |
| 10     | NAC Breda            | 46  | 34 | 12 | 10 | 12 | 42  | 49 | -7  |
| 11     | Heerenveen           | 37  | 34 | 11 | 4  | 19 | 44  | 64 | -20 |
| 12     | VVV Venlo            | 35  | 34 | 8  | 11 | 15 | 43  | 57 | -14 |
| 13     | NEC Nijmegen         | 33  | 34 | 8  | 9  | 17 | 35  | 59 | -24 |
| 14     | Vitesse              | 32  | 34 | 8  | 8  | 18 | 38  | 62 | -24 |
| 15     | ADO Den Haag         | 30  | 34 | 7  | 9  | 18 | 38  | 59 | -21 |
| 16     | Sparta Rotterdam (D) | 26  | 34 | 6  | 8  | 20 | 30  | 66 | -36 |
| 17     | Willem II            | 23  | 34 | 7  | 2  | 25 | 36  | 70 | -34 |
| 18     | RKC Waalwijk (D)     | 15  | 34 | 5  | 0  | 29 | 30  | 80 | -50 |

| UEFA Champions League 2010-11 | Tercera ronda previa de la UEFA Champions League 2010-11 | UEFA Europa League 2010-11 | Play-offs para ingresar a la Europa League | Play-offs de descenso | Descendió |

| (C) Campeón                  |
| (G) Ganador de los play-offs |
| (D) Descendido               |

| Bandera de los Países Bajos |
| Campeón F. C. Twente        |
| 1° título                   |

## Play-offs

### Play-offs para ingresar a laUEFA Europa League 2010-11

#### Semifinales
| Equipo 1   | Agr. | Equipo 2        | Ida | Vuelta |
| ---------- | ---- | --------------- | --- | ------ |
| Roda JC    | 3–2  | Heracles Almelo | 1–1 | 2–1    |
| FC Utrecht | 5–1  | FC Groningen    | 3–1 | 2–0    |

#### Final
| Equipo 1 | Agr. | Equipo 2   | Ida | Vuelta |
| -------- | ---- | ---------- | --- | ------ |
| Roda JC  | 1–6  | FC Utrecht | 0–2 | 1–4    |

FC Utrecht clasifica a la segunda ronda previa de la UEFA Europa League 2010-11.

### Play-offs de descenso

#### Ronda 1
| Equipo 1      | Agr.           | Equipo 2        | Ida | Vuelta |
| ------------- | -------------- | --------------- | --- | ------ |
| FC Eindhoven  | 4–2            | AGOVV Apeldoorn | 1–0 | 3–2    |
| Helmond Sport | 3–3 (pen. 5–4) | FC Den Bosch    | 1–2 | 2–1    |

#### Ronda 2
| Equipo 1        | Agr. | Equipo 2         | Ida | Vuelta |
| --------------- | ---- | ---------------- | --- | ------ |
| FC Eindhoven    | 2–3  | Willem II        | 1–2 | 1–1    |
| Go Ahead Eagles | 2–1  | SC Cambuur       | 2–0 | 0–1    |
| FC Zwolle       | 3–5  | Excelsior        | 0–1 | 3–4    |
| Helmond Sport   | 2–3  | Sparta Rotterdam | 2–1 | 0–2    |

#### Ronda 3
| Equipo 1        | Agr.       | Equipo 2         | Ida | Vuelta |   |
| --------------- | ---------- | ---------------- | --- | ------ | - |
| Go Ahead Eagles | 1–3 (t.s.) | Willem II        | 1–0 | 0–3    | - |
| Excelsior       | 1–1 (g.v.) | Sparta Rotterdam | 0–0 | 1–1    |   |

Willem II y Excelsior jugarán la Eredivisie 2010/11.

## Goleadores
| Pos. | Jugador            | Club      | Goles |
| ---- | ------------------ | --------- | ----- |
| 1    | Luis Suárez        | Ajax      | 35    |
| 2    | Bryan Ruiz         | Twente    | 24    |
| 3    | Mads Junker        | Roda JC   | 21    |
| 4    | Mounir El Hamdaoui | AZ        | 20    |
| 5    | Marko Pantelić     | Ajax      | 16    |
| 6    | Bas Dost           | Heracles  | 14    |
| 6    | Everton            | Heracles  | 14    |
| 6    | Balázs Dzsudzsák   | PSV       | 14    |
| 9    | Tim Matavž         | Groningen | 13    |
| 9    | Ola Toivonen       | PSV       | 13    |